# 窓 (映画)
『窓』（まど、The Window）は、1949年に公開されたアメリカ合衆国の映画。コーネル・ウールリッチの短編小説を基にしており、嘘つき呼ばわりされる少年が偶然目撃した殺人事件の犯人に追われるサスペンス作品である。監督はテッド・テズラフ。出演はボビー・ドリスコールやアーサー・ケネディ、バーバラ・ヘイルなど。
初公開時、想定以上の興行収入を記録するなど成功を収めた。ボビー・ドリスコールは本作の演技によって、第22回アカデミー賞でジュブナイル賞を受賞した。

## キャスト
- トミー・ウッドリー：ボビー・ドリスコール（声：山本嘉子）
- エド・ウッドリー：アーサー・ケネディ（声：松宮五郎）
- メアリー・ウッドリー：バーバラ・ヘイル
- ジョー・ケラーソン：ポール・スチュワート（英語版）
- ジーン・ケラーソン：ルース・ローマン

※日本語吹き替え：テレビ版・放送日1965年8月7日 TBS『夏休み名画特集』9:20 - 11:00 他

## スタッフ
- 監督: テッド・テズラフ（英語版）
- 脚本: メル・ディネリ（英語版）
- 原作: コーネル・ウールリッチ「The Boy Cried Murder」
- 製作: ドア・シャリー
- 製作総指揮: フレデリック・ウルマン・Jr.
- 撮影: ロバート・デ・グラス（英語版）
- 編集: フレデリック・ナットソン（英語版）
- 音楽: ロイ・ウェッブ

## 評価
初公開の際、ニューヨーク・タイムズ紙は以下のように評した。
命の危険を感じながら生きる少年の恐怖が、12歳のボビー・ドリスコルによって驚くほど真実味をもって映し出されている。RKOによるこのメロドラマの印象的な迫力と恐ろしい衝撃は、主としてボビーの素晴らしい演技によるものであり、この極めて重要なキャラクターの演技に疑念を抱かせるような部分があれば、すべての効果が失われてしまうだろう。時折、監督は衝撃的な効果を狙って少しやりすぎてしまうこともある。たとえば、半ば意識を失った少年が非常階段の手すりにぶら下がったり、倒壊寸前の廃屋で高い梁の上に閉じ込められたりする場面などだ。しかし、このような場合、作為的なものには気づいても、興奮から逃れられないだろう。実際、崩れかけた家の中で死から逃れようとする少年の顔には鋭利な危機の表情が刻まれ、その一挙手一投足が映し出される。これを見る観客は、自分の身の安全も心配になってしまうのだ。
allcinemaでは、以下のように評されている。
探偵小説家で知られるコーネル・ウールリッチの原作を「らせん階段」のメル・ディネリが脚本化し、ヒッチコックの「汚名」で撮影監督を務めたテッド・テズラフがメガホンを取ったサスペンス・スリラー。夢を現実のように考えるため、誰からも信用されない少年がある晩殺人事件を目撃。しかし警察はおろか両親にも相手にされない内に犯人の魔の手が少年に及ぼうとするという単純明快なストーリーだが、さすがは上記二作品の傑作に参加しているスタッフが作り出した作品らしく、原作の手に汗握る展開を十分に活かしたシナリオと巧みな演出がサスペンスの醍醐味を大いに楽しませてくれる。特に終盤、主人公が犯人に追いつかれそうになる展開は見事。

### 受賞
- エドガー賞 映画脚本部門 （1950年）
- 第22回アカデミー賞 ジュブナイル賞 - ボビー・ドリスコール（1950年）[6]